# IK Большого Пса
IK Большого Пса (лат. IK Canis Majoris) — двойная затменная переменная звезда типа W Большой Медведицы (EW) в созвездии Большого Пса на расстоянии (вычисленном из значения параллакса) приблизительно 12690 световых лет (около 3891 парсека) от Солнца. Видимая звёздная величина звезды — от +18,43m до +18m. Орбитальный период — около 0,3263 суток (7,8312 часов).